# Усмивката на Мона Лиза
„Усмивката на Мона Лиза“ (на английски: Mona Lisa Smile) е американска драма от 2003 г., продуцирана от Кълъмбия Пикчърс, Революшън Студиос във връзка с Ред Ом Филмс, режисирана е от Майк Нюъл по сценарий на Лорънс Конър и Марк Розънтал, и участват Джулия Робъртс, Кирстен Дънст, Джулия Стайлс, Маги Джилънхол, Доминик Уест, Джулиет Стивънсън и Марша Гей Хардън.